# Jacob Carter
Jacob Carter a német-kanadai-amerikai Csillagkapu című sci-fi sorozat szereplője, az Az Amerikai Egyesült Államok Légierejének nyugalmazott vezérőrnagya. Megformálója Carmen Argenziano.

## Szerepe
Jacob Carter az amerikai légierő nyugalmazott vezérőrnagya, Mark és Samantha Carter apja. A 2. évad Szigorúan titkos című epizódjában mutatkozott be, rákos megbetegedés miatt halálához közeledett. Ebben az időben még nem tudott lánya valódi munkájáról, úgy tudta, valamilyen telemetriás méréseket végeznek. Még fel is ajánlotta neki, hogy segít bejutni a NASA-hoz, amit Sam persze visszautasított.
Hammond tábornok és Sam felajánlotta neki, hogy a szintén haldokló tok'rának, Selmaknak gazdatestre van szüksége, és ha elfogadja a gazdatest szerepét Jacob, a szimbióta meggyógyítja. Selmak/Jacob ezután összekötő lett a tok'rák és a Föld között. Néhány küldetésre a CSK-1-gyel tartott, szimbiótája emlékeiből értékes tudással és tapasztalattal rendelkezett a goa'uldok ellen. Fontos szerepet játszott a goa'uldok és a replikátorok elleni harcban egyaránt. Az ő segítségével tudta Sam és Baal beindítani a dakari szuperfegyvert, mellyel végül is elpusztították a replikátorokat. Az Elvarratlan szálak című részben végül is Selmak idős kora miatt meghal és magával viszi Jacobot is.